# Konrad II (hrabia Auxerre)
Konrad II Młodszy (ur. ok. 835, zm. 876) – hrabia Auxerre od 864 roku do śmierci.
Konrad był przedstawicielem starszej linii Welfów, z której wywodziła się m.in. Judyta Bawarska, żona Ludwika I Pobożnego. Jego ojcem był Konrad I Welf, syn Welfa I, posiadający liczne ziemie na terenie Szwabii i Burgundii, a także hrabia Paryża, a matką – Adelajda z Tours, córka Hugo I Trwożliwego. Jego bratem był Hugo Opat, markiz Neustrii, arcybiskup Kolonii; wśród jego przyrodniego rodzeństwa znalazł się też prawdopodobnie Robert I, władca Franków.
W roku 858 wojska Ludwika II Niemieckiego wyparły z królestwa zachodniofrankijskiego Karola II Łysego, który zdołał się schronić w Burgundii, gdzie pomogli mu Hugo i Konrad, a później z ich pomocą powrócił do kraju. Monarcha z wdzięczności nadał mu ziemie w Burgundii Transjurajskiej. Około 862 roku zmarł jego ojciec, jednak Konrad II nie objął Auxerre, gdyż popadł w niełaskę Karola i zaczął służyć synom Lotara I. Od Ludwika II otrzymał ziemie w pobliżu Genewy, Lozanny i Sion. Otrzymał też zadanie opanowania Transjuranii (czyli regionu między Alpami a Jurą), nad którą nie panował faktycznie żaden z Karolingów. Rządził tam HUbert z dynastii Bosonidów, szwagier Lotara II. Hubert zginął w bitwie pod Orbe w grudniu 866, a Konrad przejął wkrótce władzę nad Auxerre i Transjuranią, która miała potem wyewoluować w Królestwo Burgundii (Arelat). Zmarł w roku 876, a jego ziemie przejął jedyny syn Rudolf, który w 888 ustanowił z nich królestwo.
Konrad był prawdopodobnie dwukrotnie żonaty. Po raz pierwszy ożenił się z Judytą z Friuli, córką Eberharda z Friuli. Jego drugą żoną była prawdopodobnie Waldrada z Wormacji, być może powiązana ze świętym Wilhelmem z Akwitanii. Z drugą żoną doczekał się dzieci:
- Adelajdy (zm. po 929), żony księcia Burgundii Ryszarda I Sprawiedliwego;
- Rudolfa I (ur. 859, zm. 912), króla Górnej Burgundii od 888;
- być może dziecka, które było rodzicem drugiej żony Ludwika III Ślepego.